# Rajd Monte Carlo 2003
Rezultaty Rajdu Monte Carlo (71ème Rallye Automobile de Monte-Carlo), eliminacji Rajdowych Mistrzostw Świata w 2003 roku, który odbył się w dniach 24 – 26 stycznia. Była to pierwsza runda czempionatu w tamtym roku i pierwsza asfaltowa, a także pierwsza w Junior WRC. Bazą rajdu było miasto Monte Carlo. Zwycięzcami rajdu została francusko-monakijska załoga Sébastien Loeb/Daniel Elena jadąca Citroënem Xsarą WRC. Wyprzedzili oni innych kierowców Citroëna, Brytyjczyków Colina McRae i Dereka Ringera oraz Hiszpanów Carlosa Sainza i Marca Martíego. Z kolei w Junior WRC zwyciężyła francuska załoga Brice Tirabassi i Jacques-Julien Renucci, jadąca Renaultem Clio S1600.
Rajdu nie ukończyło sześciu kierowców fabrycznych. Francuz Gilles Panizzi w Peugeocie 206 WRC wycofał się na 8. odcinku specjalnym z powodu pogorszenia stanu zdrowia, a kierowca Forda Focusa WRC Fin Mikko Hirvonen i Belg Freddy Loix w Hyundaiu Accencie WRC zrezygnowali z jazdy na 9. odcinku specjalnym z powodu wypadku. Z kolei kierowca Subaru Imprezy WRC Norweg Petter Solberg wycofał się na 5. oesie, także z powodu wypadku, podobnie jak jego partner z Subaru Fin Tommi Mäkinen. Natomiast Fin Toni Gardemeister w Škodzie Octavii WRC nie ukończył rajdu z powodu awarii silnika na oesie nr 2.

## Klasyfikacja ostateczna (punktujący zawodnicy)
| Miejsce  | Zawodnik            | Pilot                  | Samochód               | Czas      | Strata   | Grupa | Punkty |
| WRC      | WRC                 | WRC                    | WRC                    | WRC       | WRC      | WRC   | WRC    |
| -------- | ------------------- | ---------------------- | ---------------------- | --------- | -------- | ----- | ------ |
| 1.       | Sébastien Loeb      | Daniel Elena           | Citroën Xsara WRC      | 4:29:11.4 |          | A8 M  | 10     |
| 2.       | Colin McRae         | Derek Ringer           | Citroën Xsara WRC      | 4:29:49.5 | +38.1    | A8 M  | 8      |
| 3.       | Carlos Sainz        | Marc Martí             | Citroën Xsara WRC      | 4:30:03.6 | +52.2    | A8 M  | 6      |
| 4.       | Markko Märtin       | Michael Park           | Ford Focus WRC         | 4:30:06.9 | +55.5    | A8 M  | 5      |
| 5.       | Richard Burns       | Robert Reid            | Peugeot 206 WRC        | 4:32:27.9 | +3:16.5  | A8 M  | 4      |
| 6.       | Cédric Robert       | Gérald Bedon           | Peugeot 206 WRC        | 4:34:28.1 | +5:16.7  | A8    | 3      |
| 7.       | François Duval      | Jean-Marc Fortin       | Ford Focus WRC         | 4:34:28.5 | +5:17.1  | A8 M  | 2      |
| 8.       | Armin Schwarz       | Manfred Hiemer         | Hyundai Accent WRC     | 4:35:53.7 | +6:42.3  | A8 M  | 1      |
| 9.       | Didier Auriol       | Denis Giraudet         | Škoda Octavia WRC Evo3 | 4:36:25.2 | +7:13.8  | A8 M  |        |
|          |                     |                        |                        |           |          |       |        |
| 13.      | Marcus Grönholm     | Timo Rautiainen        | Peugeot 206 WRC        | 5:02:43.2 | +33:31.8 | A8 M  |        |
| JWRC     |                     |                        |                        |           |          |       |        |
| 1. (17.) | Brice Tirabassi     | Jacques-Julien Renucci | Renault Clio S1600     | 5:12:36.1 |          | A6    | 10     |
| 2. (18.) | Marcos Ligato       | Ruben Garcia           | Fiat Punto S1600       | 5:17:52.8 | +5:16.7  | A6    | 8      |
| 3. (19.) | Alessandro Broccoli | Simona Girelli         | Opel Corsa S1600       | 5:21:12.9 | +8:36.8  | A6    | 6      |
| 4. (20.) | Urmo Aava           | Kuldar Sikk            | Suzuki Ignis S1600     | 5:21:24.7 | +8:48.6  | A6    | 5      |
| 5. (21.) | Massimo Ceccato     | Mitia Dotta            | Fiat Punto S1600       | 5:21:56.3 | +9:20.2  | A6    | 4      |
| 6. (22.) | Juraj Šebalj        | Toni Klinc             | Renault Clio S1600     | 5:25:00.0 | +12:23.9 | A6    | 3      |
| 7. (23.) | Mirco Baldacci      | Giovanni Bernacchini   | Fiat Punto S1600       | 5:27:49.9 | +15:13.8 | A6    | 2      |
| 8. (24.) | Beppo Harrach       | Michael Kölbach        | Ford Puma S1600        | 5:31:43.4 | +19:07.3 | A6    | 1      |

1. ↑  Litera M przy oznaczeniu grupy do której należy samochód oznacza, iż tylko ci kierowcy zdobywali punkty dla swoich zespołów liczonych w klasyfikacji producentów na koniec sezonu.

## Zwycięzcy odcinków specjalnych
| Dzień      | Odcinek | G. rozp. | Nazwa                              | Długość | Zwycięzca         | Czas    | Lider rajdu     |
| ---------- | ------- | -------- | ---------------------------------- | ------- | ----------------- | ------- | --------------- |
| 1 (24 STY) | SS1     | 07:48    | Prunieres – Embrun 1               | 28.36km | Marcus Grönholm   | 18:07.6 | Marcus Grönholm |
| 1 (24 STY) | SS2     | 09:21    | Selonner – Breziers 1              | 22.52km | Marcus Grönholm   | 16:00.3 | Marcus Grönholm |
| 1 (24 STY) | SS3     | 11:24    | Prunieres – Embrun 2               | 28.36km | Sébastien Loeb    | 17:54.5 | Marcus Grönholm |
| 1 (24 STY) | SS4     | 12:57    | Selonner – Breziers 1              | 22.52km | Marcus Grönholm   | 15:33.7 | Marcus Grönholm |
| 1 (24 STY) | SS5     | 14:30    | Plan de Vitrolles – Faye 1         | 47.27km | Sébastien Loeb    | 28:54.9 | Marcus Grönholm |
| 1 (24 STY) | SS6     | 17:09    | Plan de Vitrolles – Faye 2         | 47.27km | Sébastien Loeb    | 30:04.7 | Marcus Grönholm |
| 2 (25 STY) | SS7     | 08:33    | Les 4 Chemins – Sigale 1           | 32.11km | odcinek anulowany | –       | Marcus Grönholm |
| 2 (25 STY) | SS8     | 09:31    | St Antonin – Tourette du Chateau 1 | 25.15km | Sébastien Loeb    | 18:08.0 | Marcus Grönholm |
| 2 (25 STY) | SS9     | 13:19    | Les 4 Chemins – Sigale 2           | 32.11km | Sébastien Loeb    | 24:59.3 | Sébastien Loeb  |
| 2 (25 STY) | SS10    | 14:17    | St Antonin – Tourette du Chateau 2 | 25.15km | Carlos Sainz      | 17:52.3 | Sébastien Loeb  |
| 3 (26 STY) | SS11    | 09:15    | Sospel – Turini – La Bollene 1     | 32.58km | Colin McRae       | 25:30.6 | Sébastien Loeb  |
| 3 (26 STY) | SS12    | 10:08    | Lantosque – Luceram 1              | 19.52km | Markko Märtin     | 14:09.4 | Sébastien Loeb  |
| 3 (26 STY) | SS13    | 12:35    | Sospel – Turini – La Bollene 2     | 32.58km | Carlos Sainz      | 24:52.0 | Sébastien Loeb  |
| 3 (26 STY) | SS14    | 13:28    | Lantosque – Luceram 2              | 19.52km | Carlos Sainz      | 13:46.1 | Sébastien Loeb  |

## Klasyfikacja po 1 rundzie
Tabele przedstawiają tylko pięć pierwszych miejsc.

### Kierowcy
| Lp. | Kierowca       | Pkt |
| --- | -------------- | --- |
| 1   | Sébastien Loeb | 10  |
| 2   | Colin McRae    | 8   |
| 3   | Carlos Sainz   | 6   |
| 4   | Markko Märtin  | 5   |
| 5   | Richard Burns  | 4   |

### Producenci
| Lp. | Producent                | Pkt |
| --- | ------------------------ | --- |
| 1   | Citroën Total            | 18  |
| 2   | Ford Rallye Sport        | 10  |
| 3   | Marlboro Peugeot Total   | 6   |
| 4   | Hyundai World Rally Team | 3   |
| 5   | Škoda Motorsport         | 2   |